# Muzej zgodovine in civilizacij, Rabat
Muzej zgodovine in civilizacij ali Musée de l'histoire et des civilizations de Rabat (prej Musée archéologique de Rabat, arabsko متحف الرباط الأثري, latinizirano: Matḥaf ar-Ribāṭ al-aṯarī) je arheološki muzej mesta Rabat in združuje najpomembnejše najdbe in kulture Severne Afrike iz mesta Rabat, s sedežem v Maroku. Te segajo od prazgodovinskih in libijsko-berberskih stel do feničanskih in rimskih artefaktov in se končajo z najdbami iz srednjeveškega islamskega obdobja. Med dragocenostmi muzeja so tudi izjemno dobro ohranjeni rimski bronasti kipi iz Volubilisa.

## Lega
Muzej stoji nedaleč od Mosquée As Sunna v novem mestu (ville nouvelle) Rabata, ki je bilo zgrajeno v obdobju francoskega protektorata. Musée Mohammed VI. d’art moderne et contemporain, ki je bil odprt leta 2014, je le približno 200 m stran.

## Zgodovina
Muzej, ki je bil postavljen v času francoskega protektorata nad Marokom, je bil zgrajen v 1920-ih. Od leta 1994 domuje v nekdanji vili.

## Razstave (izbor)
- predrimsko obdobje
  - Stela iz N'Keile
  - Libijsko-berberske stele
  - Feničanske stele Tanit
- rimsko obdobje
  - Bronaste figure iz Volubilisa
  - Marmorni kip mavretanskega kralja Ptolomeja
  - Majhne najdbe iz Chellaha, starodavne Sale
- islamsko obdobje
  - Keramične najdbe iz Chellaha in drugih krajev